# 양산초등학교 (전남)
양산초등학교는 대한민국 전라남도 나주시 왕곡면 양산리에 있는 공립 초등학교이다.

## 학교 연혁
- 1922년 4월 17일 양산공립보통학교 개교(설립인가 3월 18일)
- 1938년 4월 1일 양산공립심상소학교로 개칭[1]
- 1941년 4월 1일 양산공립국민학교로 개칭[2]
- 1949년 9월 1일 양산국민학교로 개명
- 1981년 3월 30일 병설유치원 개원
- 1996년 3월 1일 양산초등학교로 개명[3]
- 2020년 2월 14일 제95회 졸업(졸업생 총수 : 7,506명)
- 2020년 9월 1일 제33대 김옥경 교장 부임

## 참고 자료
- 양산초등학교 - 한국교육학술정보원 학교알리미